# Hilda Abraham
Hildegard Clara Abraham (* 18. November 1906 in Zürich; † 3. Oktober 1971 in London) war eine deutsche Psychoanalytikerin.

## Leben
Hilda Abraham wurde 1906 in Zürich als Tochter Karl Abrahams, eines Pioniers der deutschen Psychoanalyse, und seiner Frau Hedwig geb. Bürgner geboren. Sie studierte Medizin an den Universitäten Berlin, Heidelberg und Wien, absolvierte 1932 das Staatsexamen in Berlin und wurde 1934 dort bei Albert Köhler promoviert. Bereits 1933 hatte sie am Berliner Psychoanalytischen Institut eine Lehranalyse begonnen.
1938 emigrierte sie nach England und schloss dort in London ihre psychoanalytische Ausbildung ab. Abraham wurde Mitglied und Lehranalytikerin der British Psycho-Analytical Society. 1945 erhielt sie ihre britische Zulassung. Danach arbeitete sie viele Jahre in London als Psychiaterin an der Paddington Clinic.